# Liste der Biografien/Laum
Liste der Biografien |
Portal Biografien |
Personensuche
# |
A |
B |
C |
D |
E |
F |
G |
H |
I |
J |
K |
L |
M |
N |
O |
P |
Q |
R |
S |
T |
U |
V |
W |
X |
Y |
Z |
?
 
La |
Lb |
Lc |
Le |
Lg |
Lh |
Li |
Lj |
Ll |
Lm |
Lo |
Lp |
Lt |
Lu |
Lv |
Lw |
Lx |
Ly |
Lz
 
Laa |
Lab |
Lac |
Lad |
Lae–Lah |
Lai |
Laj |
Lak |
Lal |
Lam |
Lan |
Lao |
Lap |
Laq |
Lar |
Las |
Lat |
Lau |
Lav |
Law |
Lax |
Lay |
Laz
 
Laua |
Laub |
Lauc |
Laud |
Laue |
Lauf |
Laug |
Lauh |
Laui |
Lauj |
Lauk |
Laul |
Laum |
Laun |
Laup |
Laur |
Laus |
Laut |
Lauv |
Lauw |
Laux |
Lauz
Die Liste der Biografien führt alle Personen auf, die in der deutschsprachigen Wikipedia einen Artikel haben. Dieses ist eine Teilliste mit 27 Einträgen von Personen, deren Namen mit den Buchstaben „Laum“ beginnt.

## Laum
- Laum, Bernhard (1884–1974), deutscher Hochschullehrer, zunächst für Altertumswissenschaften, später für Wirtschaftswissenschaften und Staatsrecht

### Lauma
- Lauman, Jacob G. (1813–1867), US-amerikanischer Geschäftsmann und Offizier
- Laumann, Arthur (1894–1970), deutscher Offizier der Fliegertruppe im Ersten Weltkrieg
- Laumann, Danièle (* 1961), kanadische Ruderin
- Laumann, Hartmut (1949–2001), deutscher Prähistoriker
- Laumann, Johannes (1901–1979), deutscher Politiker (SPD), MdL
- Laumann, Joseph (* 1983), deutscher Fußballspieler
- Laumann, Karl-Josef (* 1957), deutscher Politiker (CDU), MdL, Minister für Arbeit, Gesundheit und Soziales von Nordrhein-Westfalen, MdBKarl-Josef Laumann (* 1957)

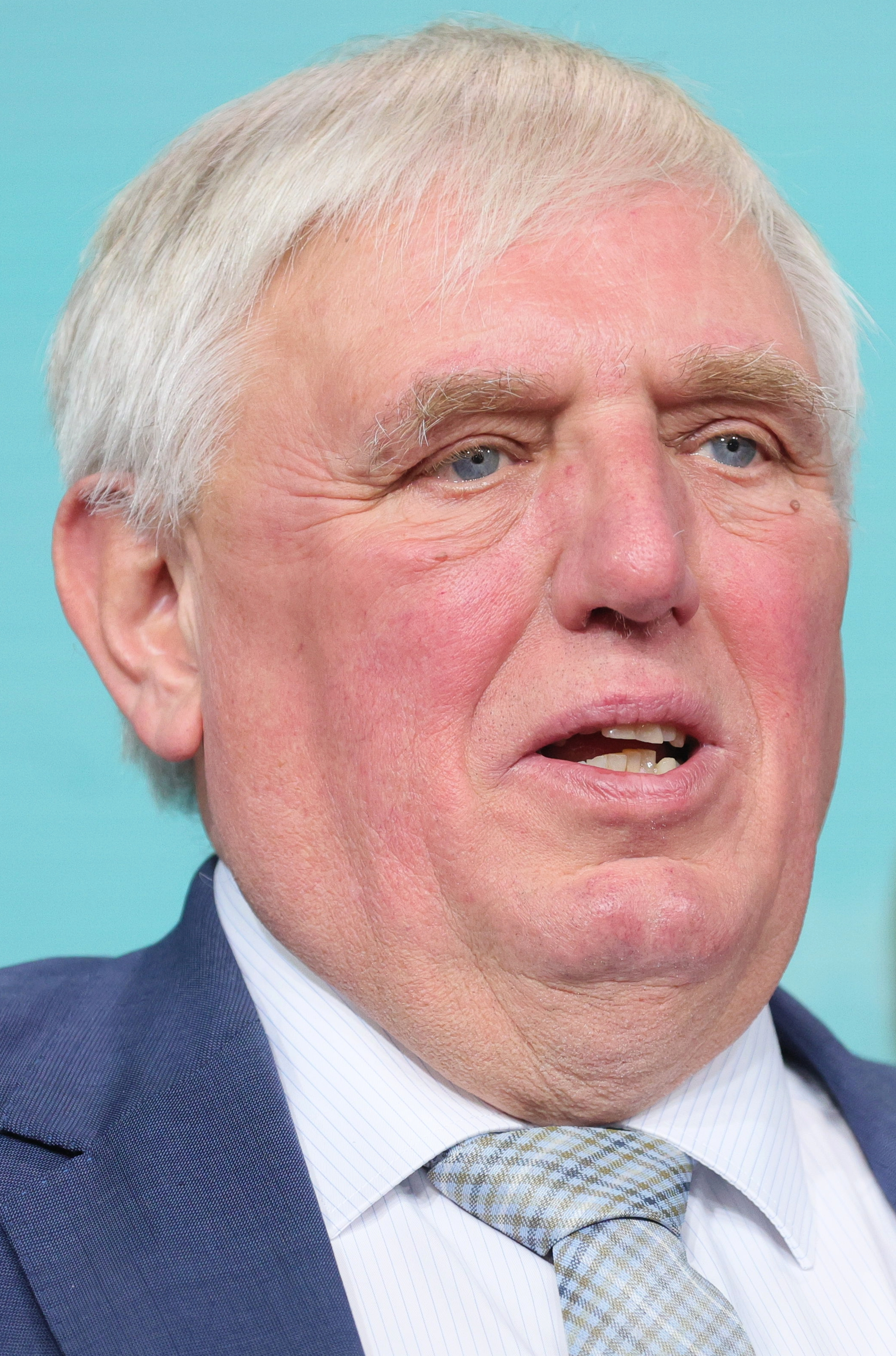
Karl-Josef Laumann (* 1957)

- Laumann, Neo (* 2005), deutscher Volleyballspieler
- Laumann, Rikke (* 1983), dänische Voltigiererin
- Laumann, Silken (* 1964), kanadische Ruderin
- Laumann, Theodor (* 1934), deutscher Fußballspieler
- Laumann-Ylvén, Martin (* 1988), norwegischer Eishockeyspieler
- Laumanns, Eddi (* 1952), deutscher Motorsportjournalist
- Laumans, Daniel (* 1972), deutscher Pianist, Komponist und Musikforscher

### Laume
- Laumen, Franz (1892–1984), deutscher Verwaltungsbeamter, Bürgermeister und Landrat
- Laumen, Herbert (* 1943), deutscher Fußballspieler
- Laumen, Michael (1950–2019), deutscher Koch und Unternehmer
- Laumer, August (* 1970), deutscher römisch-katholischer Theologe
- Laumer, Josef (1887–1973), deutscher Politiker
- Laumer, Josef (* 1960), deutscher Politiker (CSU)
- Laumer, Keith (1925–1993), US-amerikanischer Autor von Science-Fiction-Literatur
- Laumet, Antoine (1658–1730), französischer Offizier und Abenteurer, Gouverneur von Louisiana

### Laumo
- Laumon, Gérard (* 1952), französischer Mathematiker
- Laumond, Jean Charles Joseph de (1753–1825), französischer Politiker, Staatsrat und Präfekt
- L’Aumonier, Jacques (1641–1717), preußischer Generalleutnant, Chef des Infanterieregiments Nr. 13, Gouverneur der Festung Peitz
- Laumonier, Paul (1867–1949), französischer Romanist und Literaturwissenschaftler